# Ванчікеуць
Ванчікеуць (рум. Vancicăuți) — село в Єдинецькому районі Молдови. Входить до складу комуни, адміністративним центром якої є село Чепелеуць.